# Poison Heart
«Poison Heart» es una canción del grupo estadounidense de punk rock Ramones que fue incluido en el álbum Mondo Bizarro. Esta canción es la más potente del disco del año 1992 escrito por el exbajista Dee Dee Ramone. La canción se incluyó también en la película Pet Sematary 2 (1992).
La banda de rock finlandesa HIM grabó y lanzó una versión de la canción como un lado B de su sencillo "Wings of a Butterfly", en 2005.
Este tema también fue tenido en cuenta para la elaboración de un videoclip en el que se ve a los integrantes de la banda tocando en lugar un poco oscuro y sus imágenes son alternadas con algunos extraños personajes como un sujeto con el rostro pintado, un sacerdote y un niño.
En el cierre de CBGB's Blondie tocó "Poison Heart" y "I Wanna Be Your Boyfriend" en un miniset acústico.

## Lista de canciones
UK CHS 3917 - 7"
1. «Poison Heart»
2. «Censorshit»

UK 12CHSS 3917 - 12"
1. «Poison Heart» (Vivo)
2. «Chinese Rock» (Vivo)
3. «Sheena Is a Punk Rocker» (Vivo)
4. «Rockaway Beach» (Vivo)

## Personal
- Joey Ramone – voz principal y coros
- Johnny Ramone – guitarra eléctrica
- C. J. Ramone – bajo y coros
- Marky Ramone – batería y pandereta
- Flo & Eddie – palmas y coros

## Posicionamiento
| Listas (1992)                   | Posición |
| ------------------------------- | -------- |
| UK Singles Chart                | 69       |
| US Billboard Hot 100            | 98       |
| US Billboard Modern Rock Tracks | 6.       |